# Stanisław Kaszubski
Stanisław Kaszubski, ps. „Król” (ur. 10 października 1880 w Warszawie, zm. 7 lutego 1915 w Pilźnie) – polski działacz socjalistyczny i niepodległościowy, żołnierz 1 pułku piechoty Legionów Polskich, kawaler Orderu Virtuti Militari.

## Życiorys

### Lata szkolne i studenckie
Stanisław Kaszubski był synem powstańca styczniowego Franciszka oraz Kazimiery z domu Krzykowska. Miał brata Tadeusza (ur. 1885) oraz siostrę Wandę. W 1890 roku rozpoczął naukę w V Gimnazjum w Warszawie, skąd wkrótce został usunięty za swoją patriotyczną postawę. Następnie uczył się w Płocku i Wilnie, gdzie także nie udało mu się ukończyć kształcenia. Z powodu swojej czynnej działalności w organizacjach patriotyczno-samokształceniowych z obydwu szkół został usunięty. W 1904 roku uzyskał świadectwo maturalne w Odessie. Należał do Socjaldemokracji Królestwa Polskiego i Litwy. W czasie rewolucji w 1905 roku pod pseudonimem „Król” prowadził działalność polityczną wśród młodzieży. W czasie rewolucji został aresztowany i skazany na zesłanie do Archangielska. Wyrok został zamieniony na wygnanie poza granice Imperium Rosyjskiego. W jego konsekwencji w 1908 roku Kaszubski przeniósł się na tereny Austro-Węgier, zamieszkując w Krakowie.
Wkrótce rozpoczął studia na Uniwersytecie Jagiellońskim. W Krakowie zerwał z SDKPiL i wstąpił do Związku Strzeleckiego, w którym na rok przed I wojną światową ukończył kurs oficerski.

### I Brygada Legionów
W momencie wybuchu I wojny światowej Kaszubski znalazł się w organizowanych przez Józefa Piłsudskiego oddziałach. Wkrótce przydzielony został do I Brygady do 1 pułku piechoty. Służył w pierwszym batalionie tego pułku jako dowódca plutonu. Prawdopodobnie rozkazem z dnia 12 listopada 1914 roku został mianowany na podporucznika.

23–25 grudnia 1914 brał udział w morderczej bitwie pod Łowczówkiem. 25 grudnia dostał się do niewoli rosyjskiej. W Tarnowie, w siedzibie rosyjskiego korpusu, został dołączony do grupy 16 legionistów i razem z nimi 27 grudnia przetransportowany do Radomyśla Wielkiego. W Radomyślu, w dowództwie rosyjskiej 3 Armii był przesłuchiwany przez pułkownika żandarmerii mówiącego biegle po polsku. Po zakończeniu przesłuchań został przewieziony do powiatowego więzienia w Pilźnie. Ponieważ był obywatelem rosyjskim, został skazany za zdradę na karę śmierci przez powieszenie. 7 lutego 1915 roku przed wykonaniem wyroku odczytano dekret cara darujący Kaszubskiemu życie pod warunkiem wstąpienia do armii rosyjskiej. Stanisław Kaszubski odmówił. Jego ciało został pochowane w bezimiennym grobie. Po zajęciu Pilzna przez wojska austriackie ciało jego ekshumowano i 2 listopada 1915 pochowano z honorami na cmentarzu w Pilźnie. W 1923 roku na cmentarzu w Pilźnie postawiono pomnik ku jego czci.

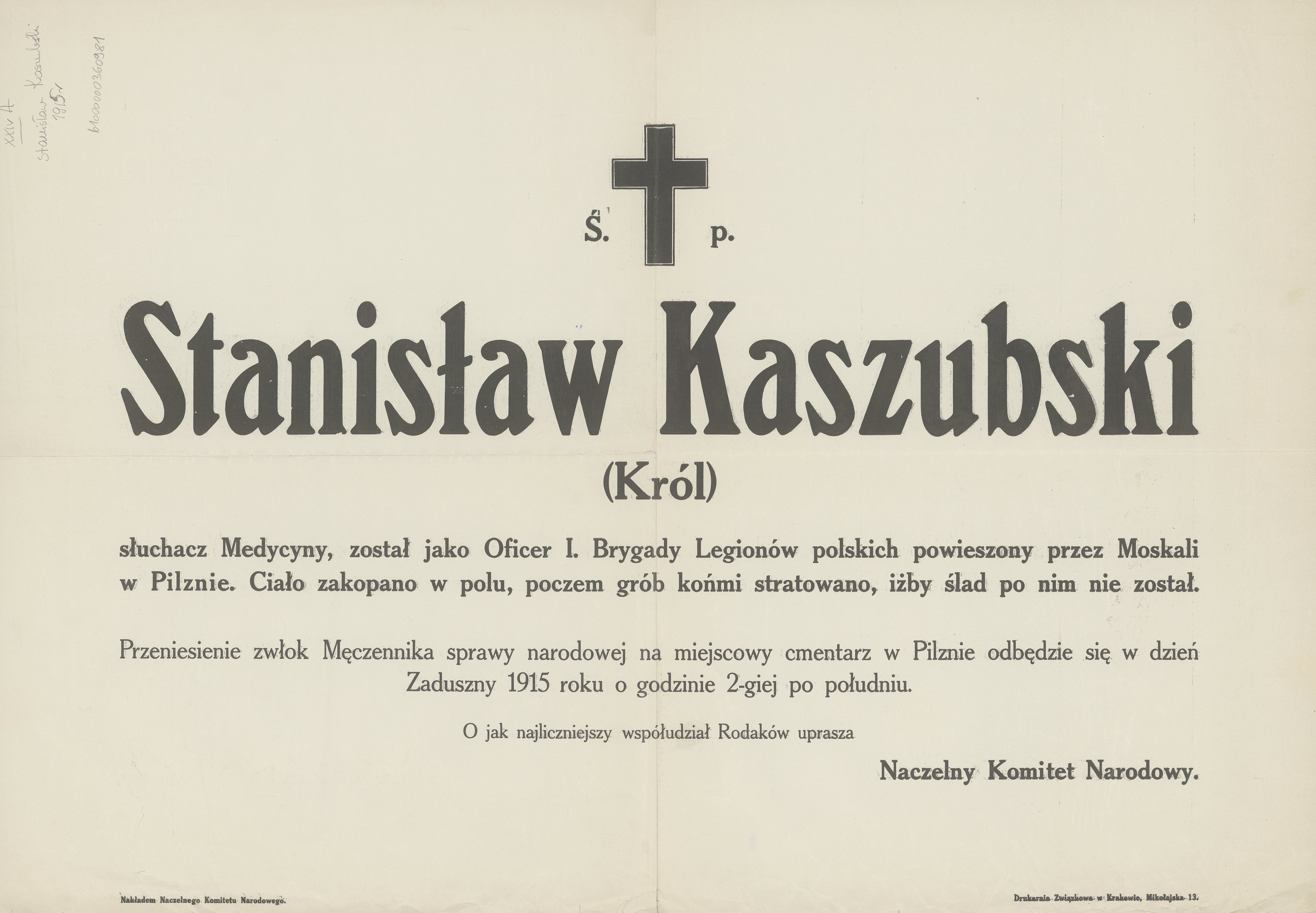
[https://polona.pl/item/nekrolog-inc-s-p-stanislaw-kaszubski-krol-sluchacz-medycyny-zostal-jako,MTE4NjM2NjIw/0/#info:metadata Nekrolog Stanisława Kaszubskiego

Stanisław Kaszubski został pośmiertnie zweryfikowany jako podporucznik piechoty.

## Ordery i odznaczenia
- Krzyż Srebrny Orderu Wojskowego Virtuti Militari nr 6476 – pośmiertnie, 17 maja 1922[5][6]

- Krzyż Niepodległości z Mieczami – pośmiertnie, 19 grudnia 1930[7]

## Upamiętnienie

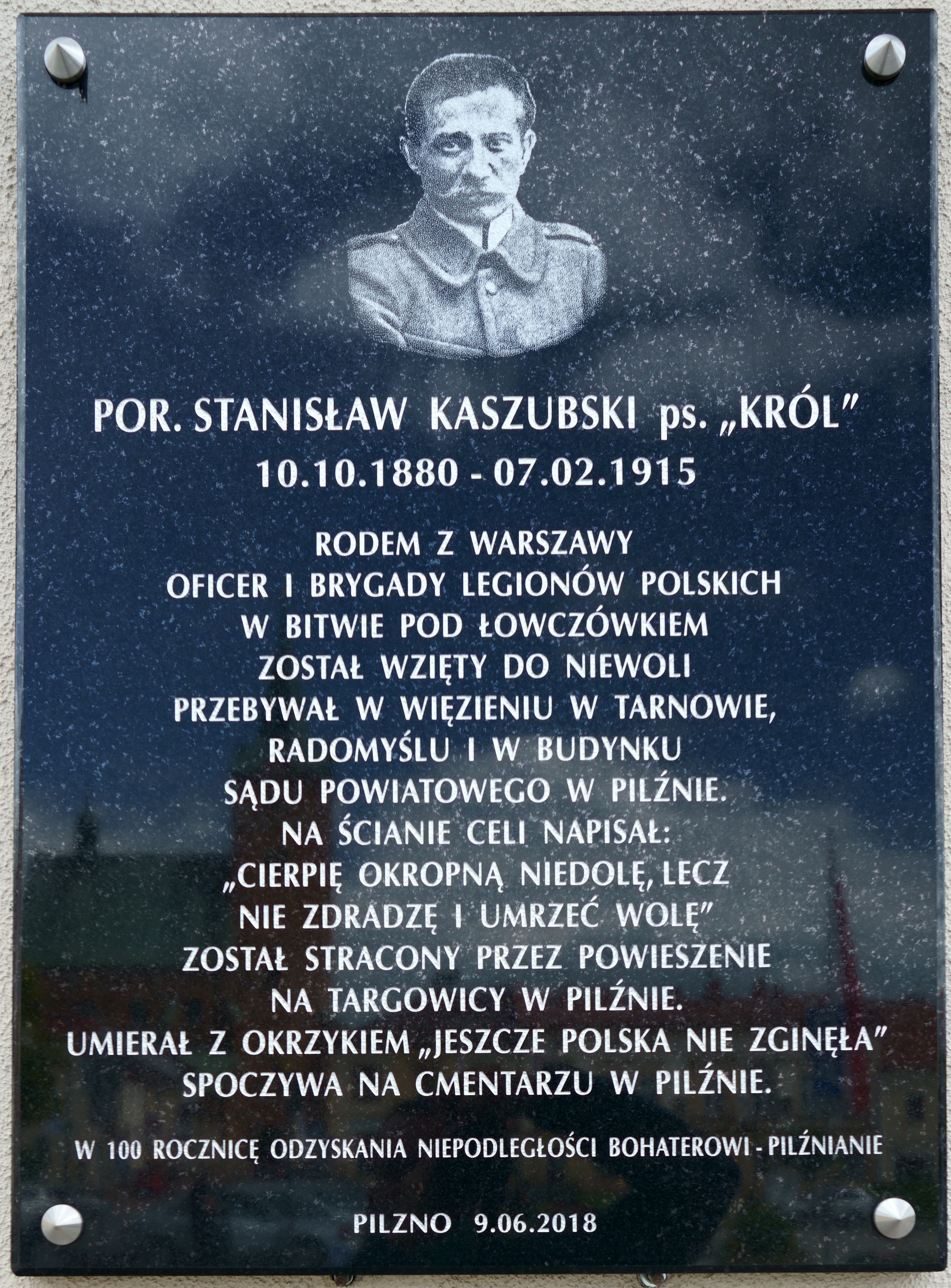
Pilzno, tablica pamiątkowa poświęcona por. Stanisławowi Kaszubskiemu

Jego życiorys opisał Karol Koźmiński w książce pt. Kamienie na szaniec, wydanej w 1937.
Postać podporucznika pojawia się w filmie Legiony z 2019. W rolę Kaszubskiego wcielił się Mirosław Baka.